# Argyrolobium zanonii
Il citiso argenteo (Argyrolobium zanonii (Turra) P.W.Ball, 1968) è una pianta della famiglia delle Fabacee o Leguminose diffusa nel bacino del Mediterraneo.

## Etimologia
L'epiteto specifico è un omaggio al botanico bolognese Giacomo Zanoni (1615-1682).

## Descrizione
È una pianta camefita suffruticosa, con foglie bianco-argentee nella pagina inferiore, e verde-scuro in quella superiore, con un breve picciolo e 3 segmenti ellittico-lineari, acuti.
Il frutto è un legume deiscente, oblungo, con semi ovoidali o globosi, giallastri o bruno-rossicci con macchie nerastre.

## Distribuzione e habitat
La specie è diffusa nella parte centro-occidentale del bacino del Mediterraneo (Marocco, Algeria, Tunisia, Portogallo, Spagna, Francia, Italia, penisola balcanica e Grecia).
In Italia è presente in tutte le regioni tranne che in Sicilia.